# Igors Sokolovs
Igors Sokolovs (* 17. August 1974 in Riga, Lettische SSR, Sowjetunion) ist ein lettischer Leichtathlet, der sich auf den Hammerwurf spezialisiert hat.

## Sportliche Laufbahn
Igors Sokolovs begann erst Mitte Zwanzig mit dem Hammerwurf und konnte sich erst 2007 für die Weltmeisterschaften in Osaka qualifizieren, erreichte dort aber mit 73,92 m nicht das Finale. Im Jahr darauf nahm er an den Olympischen Spielen in Peking teil, schied dort aber mit 73,72 m in der Qualifikation aus. Auch bei den Leichtathletik-Weltmeisterschaften 2009 in Berlin verfehlte er mit 73,97 m den Finaleinzug, wurde anschließend aber Zweiter beim IAAF World Athletics Final in Thessaloniki mit einer Weite von 79,32 m hinter dem Slowenen Primož Kozmus. Im selben Jahr stellte er in Riga mit 80,14 m auch einen neuen Landesrekord auf. 2010 scheiterte er bei den Europameisterschaften in Barcelona mit 73,29 m in der Qualifikation, wie auch bei den Weltmeisterschaften im Jahr darauf in Daegu mit 72,95 m. 2012 schied er bei den Europameisterschaften in Helsinki mit 70,80 m in der Vorrunde aus und nahm anschließend erneut an den Olympischen Spielen in London teil, bei denen er mit 72,76 m aber erneut den Finaleinzug verpasste. Im Jahr darauf schied er dann bei den Weltmeisterschaften in Moskau mit 72,78 m ein weiteres Mal in der Qualifikation aus.
In den Jahren von 2003 bis 2008, 2010, von 2013 bis 2017, 2019 und 2020 wurde Sokolovs lettischer Meister im Hammerwurf.